# Atlantic Airways
Atlantic Airways P/f (färöisch Atlantsflog) ist die Fluggesellschaft der Färöer mit Sitz in Sørvágur und Basis auf dem Flughafen Vágar.

## Geschichte
Atlantic Airways wurde am 10. November 1987 gegründet. Zunächst gehörte die Gesellschaft teilweise der dänischen Cimber Air, ist heute aber zu 100 % in färöischem Nationaleigentum. Der erste Flug der Atlantic Airways fand am 28. März 1988 statt.
An ihrem Sitz am Flughafen Vágar musste die nötige Infrastruktur mit einem neuen Hangar erst geschaffen werden.
Seit 1994 betreibt Atlantic Airways neben den internationalen Flügen mit zunächst zwei BAe 146-200 auch den Binnenverkehr auf den färöischen Hubschrauberlinien. Dieser Helikopterdienst besteht bereits seit 1984 und wurde zuvor von der lokalen Reederei Strandfaraskip Landsins durchgeführt.
Seit 1995 fliegt die Gesellschaft neben Dänemark auch Island an. In Kooperation mit Icelandair wird im Sommer zudem Narsarsuaq in Grönland angeflogen. Seit 1998 besteht die Linie nach Aberdeen, ab 2002 kam Oslo hinzu.
Der Mitbewerber Mærsk Air zog sich 2004 aus der Färöer-Route zurück, so dass seit 1. November 2004 Atlantic Airways die einzige Gesellschaft war, die Routen zu den Färöern bediente. Bereits im Sommer jenes Jahres wurde daher eine dritte BAe 146-200 angeschafft, später noch eine Avro RJ100 als vierte Maschine.
Am 15. Mai 2006 nahm die konkurrierende färöische Fluggesellschaft FaroeJet ihren Betrieb auf, stellte diesen jedoch bereits im Dezember desselben Jahres wegen finanzieller Probleme wieder ein.
Im Sommer 2006 flog Atlantic Airways erstmals mit Weiterflug nach London die Shetlandinseln an. Neu im Programm waren auch Aalborg in Dänemark und Stavanger in Norwegen.

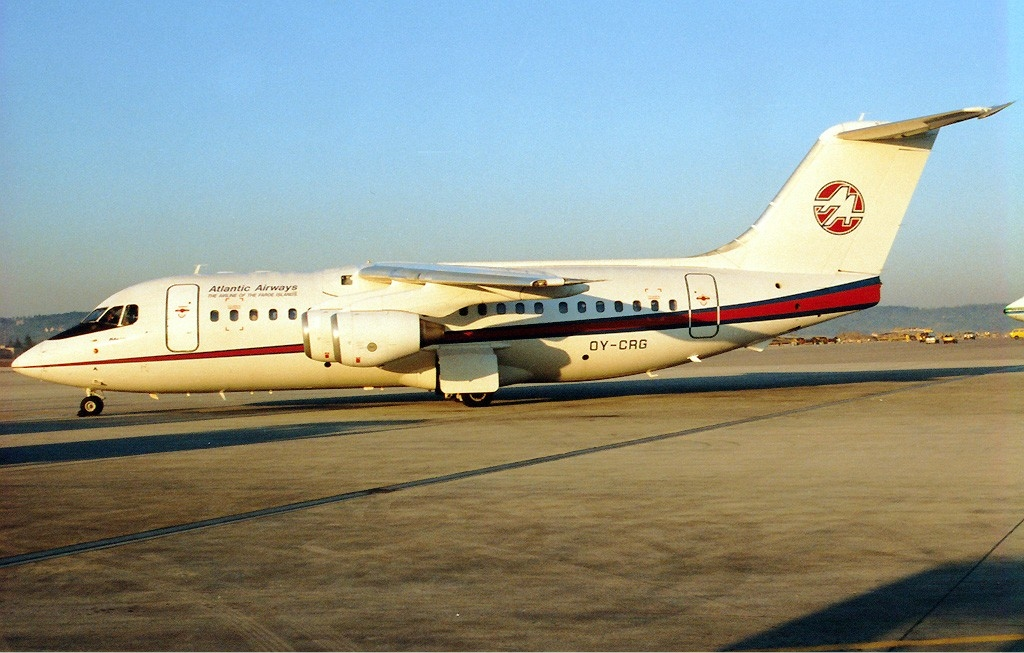
BAe 146-200 OY-CRG der Atlantic Airways

Seit 14. November 2007 ist Atlantic Airways an der isländischen Börse OMX notiert. Als erster Schritt zur Privatisierung soll vorerst ein Drittel des Aktienkapitals der Fluggesellschaft zum Kauf angeboten werden.
Am 17. Mai 2015 wurde bekannt gegeben, dass Atlantic Airways die beiden Hubschrauber vom Typ Bell 412EP durch zwei AgustaWestland AW139 ersetzen wird. Die Kosten sollten sich auf etwa 200 Millionen Kronen belaufen. Die Lieferung erfolgte 2015 und 2016.
Am 9. Juni 2015 bestellte Atlantic Airways bei Airbus eine A320-200. Als Grund für den Kauf wurde die steigende Passagiernachfrage auf der Strecke Vágar–Kopenhagen genannt. Das Flugzeug wurde am 20. Dezember 2016 an Atlantic Airways ausgeliefert.

## Flugziele
Atlantic Airways fliegt vom Flughafen Vágar aus Ziele in Skandinavien an wie Aalborg, Bergen, Billund, Kopenhagen, Reykjavík und außerdem Edinburgh in Großbritannien sowie Paris in Frankreich. Des Weiteren werden saisonal Urlaubsziele in Südeuropa bedient wie Barcelona, Palma de Mallorca und Gran Canaria.
2019 wurde die Aufnahme einer Flugroute nach New York City beantragt, ab September 2024 werden die ersten Flüge starten.

## Flotte

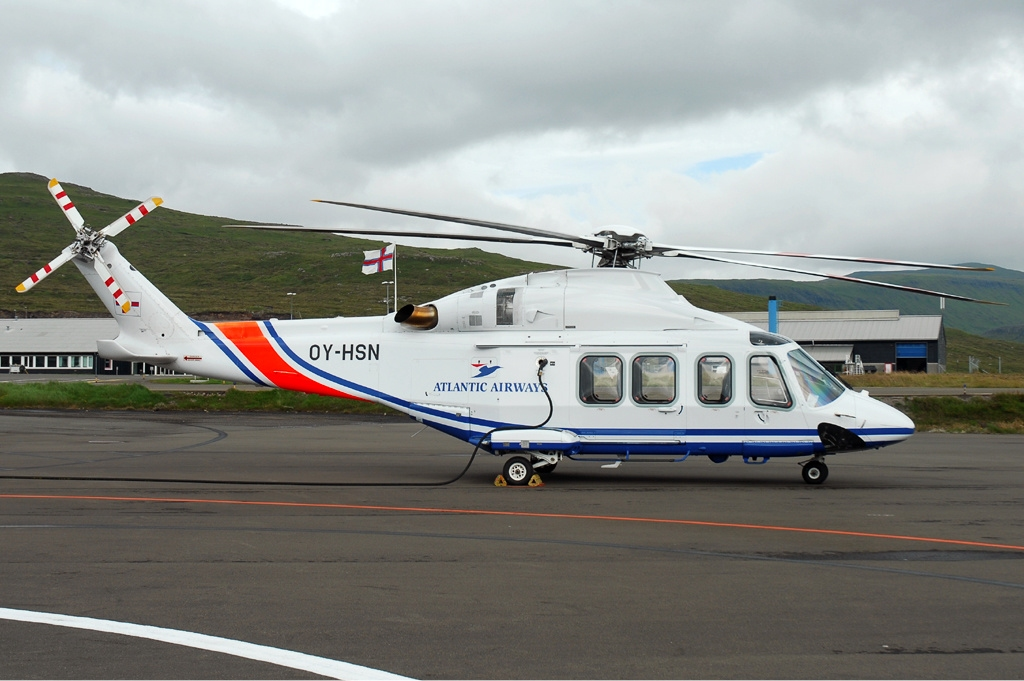
AgustaWestland AW139 der Atlantic Airways

### Aktuelle Flotte
Mit Stand März 2023 besteht die Flotte von Atlantic Airways aus vier Flugzeugen und zwei Hubschraubern:
| Flugzeugtyp        | Anzahl             | bestellt           | Luftfahrzeugkennzeichen | Anmerkungen                                                  | Sitzplätze         |
| Passagierflugzeuge | Passagierflugzeuge | Passagierflugzeuge | Passagierflugzeuge      | Passagierflugzeuge                                           | Passagierflugzeuge |
| ------------------ | ------------------ | ------------------ | ----------------------- | ------------------------------------------------------------ | ------------------ |
| Airbus A320-200    | 2                  | –                  | OY-RCJ                  | einer inaktiv OY-RCM                                         | 174                |
| Airbus A320neo     | 2                  | –                  | OY-RCK, OY-RCL          | Erstauslieferung im Juli 2019, Erstauslieferung im Juni 2020 | 174                |
| Hubschrauber       |                    |                    |                         |                                                              |                    |
| Leonardo AW139     | 2                  | –                  | OY-HIH, OY-HIL          |                                                              | 15                 |
| Gesamt             | 6                  | –                  |                         |                                                              |                    |

### Ehemalige Luftfahrzeugtypen
Flugzeuge sortiert nach Einsatzzeitraum des Types für Atlantic Airways
- BAe 146-200 (1988–2013)
- BAe 146-100 (1991)
- Beechcraft 1900D (1998–2002)
- Avro RJ100 (2005–2014)
- Avro RJ85 (2007–2014)
- Airbus A319-100 (2012–2022)

Hubschrauber
- Bell 412EP

## Zwischenfälle
- Am 10. Oktober 2006 verunglückte eine BAe 146-200 (Luftfahrzeugkennzeichen OY-CRG) auf dem Flughafen Stord (Norwegen).[12] Sie befand sich auf einem Charterflug nach Molde. Die Maschine überrollte beim Abbremsen das Landebahnende und fing Feuer.[13] Von den 16 Insassen konnten sich zwölf in Sicherheit bringen, bevor das Flugzeug ausbrannte. Unter den vier tödlich Verunglückten befand sich eine färöische Stewardess, die anderen drei waren norwegische Arbeiter. Gleich mehrere Faktoren kamen zusammen und verursachten das Unglück. An jenem Tag regnete es und das Wasser konnte von der Piste nicht abfließen, da keine Rillen im Asphalt vorhanden waren. Außerdem gab es bei der Landung leichten Rückenwind. Leider konnte nicht wie üblich mit den Störklappen abgebremst werden, da diese eine Fehlfunktion aufwiesen. Deshalb reagierten die Piloten und versuchten mit der Notbremse, das Flugzeug zum Stehen zu bringen. Die Notbremse besaß aber kein Antiblockiersystem, wodurch die Räder blockiert wurden und das Flugzeug ins Schlittern geriet. Somit verringerte sich die Geschwindigkeit nicht schnell genug und das Flugzeug stürzte den Abhang hinunter (siehe auch Atlantic-Airways-Flug 670).[14]